# Matti Helenius-Seppälä
Mathias Oskar (Matti) Helenius-Seppälä, före 1906 Helenius, född 27 juni 1870 i Pälkäne, död 18 oktober 1920, var en finländsk nykterhetsman. Han var gift med Alli Trygg-Helenius.
Helenius-Seppälä blev politie doktor i Köpenhamn 1902 på avhandlingen Alkoholspørgsmallaet. En sociologisk-statistisk Undersøgelse. Redan innan han avslutat sina studier, hade han påbörjat sitt livsverk som en av ledarna för nykterhetsarbetet i Finland. Särskilt verksam var han för alkolholförbudets införande i Finland. Sedan detta blivit lag, hade Helenius-Seppälä som chef för socialministeriets nykterhetsavdelning att leda genomförandet av detsamma. Han avled dock redan i början av arbetet.
Han är begravd på Sandudds begravningsplats i Helsingfors. Matti Helenius park i stadsdelen Berghäll i Helsingfors har fått sitt namn efter Helenius-Seppälä.